# ИТД
Часопис ИТД је био посебно издање „Ошишаног јежа“, које је било намењено омладини, а настало по узору на сличне стране часописе (нпр. немачки „Браво“), додуше много скромније у опреми, квалитету штампе и садржају. Родоначелник је сличних издања у Србији (Хупер итд.). Био је малог формата (А5), тако да је лако могао да се смести у школску ташну или џеп или да се чита „испод клупе“. Почео је да излази 1982. године.
Главне теме су биле везане за забавну музику, односе између девојака и младића и слично.
Часопис је излазио осамдесетих година двадесетог века, а при крају је добио и посебно издање већег формата: „Супер ИТД“.